# Adélaïde
Adélaïde ist ein französischer weiblicher Vorname und Familienname.

## Herkunft und Bedeutung
Adélaïde ist eine französische Form des Vornamen Adelheid. Die italienische, portugiesische oder englische Variante lautet Adelaide, die spanische und ungarische Adelaida.
Häufig ist die Kombination mit Marie als Doppelname: Marie-Adélaïde.

## Namensträgerinnen
- Adélaïde-Blanche d’Anjou (um 950–1026), französische Adelige
- Adélaïde Binart, geb. Lenoir (1769–1832), französische Malerin
- Adélaïde-Marie Champion de Cicé (1749–1818), französische Ordensfrau und Ordensgründerin
- Adélaïde de Clermont-Tonnerre (* 1976), französische Journalistin und Romanautorin
- Adélaïde-Marie-Émilie Filleul, spätere Marquise de Souza (1761–1836), französische Schriftstellerin, Moralistin und Salondame
- Adélaïde Hautval (genannt Haïdi Hautval; 1906–1988), französische Psychiaterin und Häftlingsärztin im KZ Auschwitz
- Adélaïde-Louise-Pauline Hus (1734–1805), Schauspielerin der Comédie-Française und Kurtisane
- Adélaïde Labille-Guiard (1749–1803), französische Malerin
- Adélaïde d’Orléans (1777–1847), Mitglied der französischen Königsfamilie
- Adélaïde de Savoie (oder de Maurienne; um 1092–1154), Königin von Frankreich.
- Adélaïde de Toulouse († 1200), französische Vizegräfin von Béziers und Carcassonne

### Zweiter Vorname
- Marie Adélaïde de Savoie (urspr. Maria Adelaide di Savoia; 1685–1712), Prinzessin von Savoyen, Herzogin von Burgund und Dauphine von Frankreich
- Marie Adélaide de Bourbon, genannt Madame Adélaïde (1732–1800), Prinzessin von Frankreich und Navarra
- (Louise-)Marie-Adélaïde de Bourbon, gen. „Mademoiselle d'Ivry“ oder „Mademoiselle de Penthièvre“ (1753–1821), französische Prinzessin aus dem Hause Bourbon, Herzogin von Chartres und von Orléans
- Marie Adélaïde Clotilde Xavière de Bourbon, gen. Marie Clothilde von Frankreich (1759–1802), französische Prinzessin und Königin von Sardinien-Piemont
- Marie-Adélaïde de Luxembourg,  (1894–1924), Großherzogin von Luxemburg und Herzogin von Nassau
- Marie-Adélaïde de Luxembourg, comtesse de Donnersmarck (1924–2007), Mitglied der großherzoglichen Familie von Luxemburg

- Marie-Adélaïde Barthélemy-Hadot (1763–1821), französische Romanautorin und Dramaturgin
- Nina Ricci, eigtl. Maria Adélaïde Nielli (1883–1970) italienisch-französische Modedesignerin und Gründerin eines Modehauses.

### Familienname
- Jeff Reine-Adélaïde (* 1998), französischer Fußballspieler
- Rubens Adélaïde (* 1998), französischer Fußballspieler